# Ixothraupis xanthogastra
La tangara ventriamarilla  (en Ecuador) (Ixothraupis xanthogastra), también denominada tangara buchiamarilla (en Colombia), tángara punteada (en Venezuela y Colombia) o tangara de vientre amarillo (en Perú y Venezuela), es una especie de ave paseriforme de la familia Thraupidae, perteneciente al  género Ixothraupis, anteriormente situada en Tangara. Es nativa del occidente de la cuenca amazónica y del sureste del escudo guayanés en América del Sur.

## Distribución y hábitat
Se distribuye desde el sureste de Colombia, hacia el este, por el sur de Venezuela, hasta el extremo oriental de Guyana y noroeste de la Amazonia brasileña, hacia el sur por el este de Ecuador, este de Perú, hasta el noroeste de Bolivia y oeste de la Aamazonia brasileña (al sur hasta Acre).
Esta especie es considerada bastante común en sus hábitats naturales: el dosel y  los bordes de selvas húmedas y montanas en los tepuyes (donde es más numerosa, y en altitudes superiores a la tangara pintoja (Ixothraupis guttata), principalmente hasta los 1400 m de altitud, llegando hasta los 1800 m en Venezuela.

## Sistemática

### Descripción original
La especie I. xanthogastra fue descrita por primera vez por el zoólogo británico Philip Lutley Sclater en 1851 bajo el nombre científico Calliste xanthogastra; su localidad tipo es: «Río Negro, Perú».

### Etimología
El nombre genérico femenino Ixothraupis se compone de la palabras griegas «ixos»: muérdago, y «θραυπίς thraupis»: pequeño pájaro desconocido mencionado por Aristóteles, tal vez algún tipo de pinzón; en ornitología thraupis significa «tangara»; y el nombre de la especie «xanthogastra» se ccompone de las palabras del latín  «xanthus»: amarillo, y «gastēr»: vientre, en referencia al color amarillo del vientre de la especie.

### Taxonomía
Los amplios estudios filogenéticos recientes demuestran que la presente especie es hermana de Ixothraupis guttata, y el par formado por ambas es hermano de Ixothraupis punctata.
Varios estudios filogenéticos recientes demostraron que el numeroso y amplio género Tangara era polifilético. Para las especies entonces denominadas Tangara punctata, T. varia, T. guttata, T. rufigula y la presente, que quedaban aisladas de las llamadas «tangaras verdaderas», Burns et al. (2016) propusieron  resucitar el género Ixothraupis. El Comité de Clasificación de Sudamérica (SACC), en la propuesta N° 730 parte 19 aprobó esta separación, en lo que fue seguido por el Congreso Ornitológico Internacional (IOC) y Clements checklist/eBird. Otras clasificaciones como Aves del Mundo (HBW), Birdlife International (BLI) y el Comité Brasileño de Registros Ornitológicos (CBRO) continúan a incluirlas en Tangara, con lo cual las cinco especies conservan su nombre anterior.

### Subespecies
Según las clasificaciones del IOC y Clements Checklist/eBird v.2019 se reconocen dos subespecies, con su correspondiente distribución geográfica:
- Ixothraupis xanthogastra phelpsi (J.T. Zimmer), 1943 – sur de Venezuela y oeste de la Amazonia brasileña.
- Ixothraupis xanthogastra xanthogastra (P.L. Sclater), 1851 – desde el sureste de Colombia al sur de Venezuela y norte de Bolivia.